# Nikita Bezlichotnov
Nikita Sergeevič Bezlichotnov (in russo Никита Серге́евич Безлихотнов?; Mosca, 19 agosto 1990) è un ex calciatore russo, di ruolo centrocampista.

## Carriera
Ha giocato nella massima serie dei campionati russo, ucraino e kazako.